# Hampden (Maine)
Hampden és una població dels Estats Units a l'estat de Maine (EUA). Segons el cens del 2000 tenia 6.327 habitants.

## Demografia
Segons el cens del 2000, Hampden tenia 6.327 habitants, 2.433 habitatges, i 1.802 famílies. La densitat de població era de 64,2 habitants/km².
Dels 2.433 habitatges en un 37,2% hi vivien nens de menys de 18 anys, en un 61,7% hi vivien parelles casades, en un 9,6% dones solteres, i en un 25,9% no eren unitats familiars. En el 20,2% dels habitatges hi vivien persones soles el 7,9% de les quals corresponia a persones de 65 anys o més que vivien soles. El nombre mitjà de persones vivint en cada habitatge era de 2,6 i el nombre mitjà de persones que vivien en cada família era de 3,01.
Per edats la població es repartia de la següent manera: un 27,1% tenia menys de 18 anys, un 6,1% entre 18 i 24, un 29,2% entre 25 i 44, un 26,9% de 45 a 60 i un 10,7% 65 anys o més.
L'edat mediana era de 39 anys. Per cada 100 dones de 18 o més anys hi havia 88,2 homes.
La renda mediana per habitatge era de 53.377 $ i la renda mediana per família de 61.321 $. Els homes tenien una renda mediana de 45.775 $ mentre que les dones 29.183 $. La renda per capita de la població era de 26.498 $. Entorn del 3% de les famílies i el 3,5% de la població estaven per davall del llindar de pobresa.